# 拉姆森 (莱茵兰-普法尔茨州)
拉姆森（德語：Ramsen，發音：[ˈʁamzn̩]）是德国莱茵兰-普法尔茨州唐纳山县的市镇，面积27.06平方千米，2023年12月31日人口为1,855人。